# Capital Brasileira da Cultura

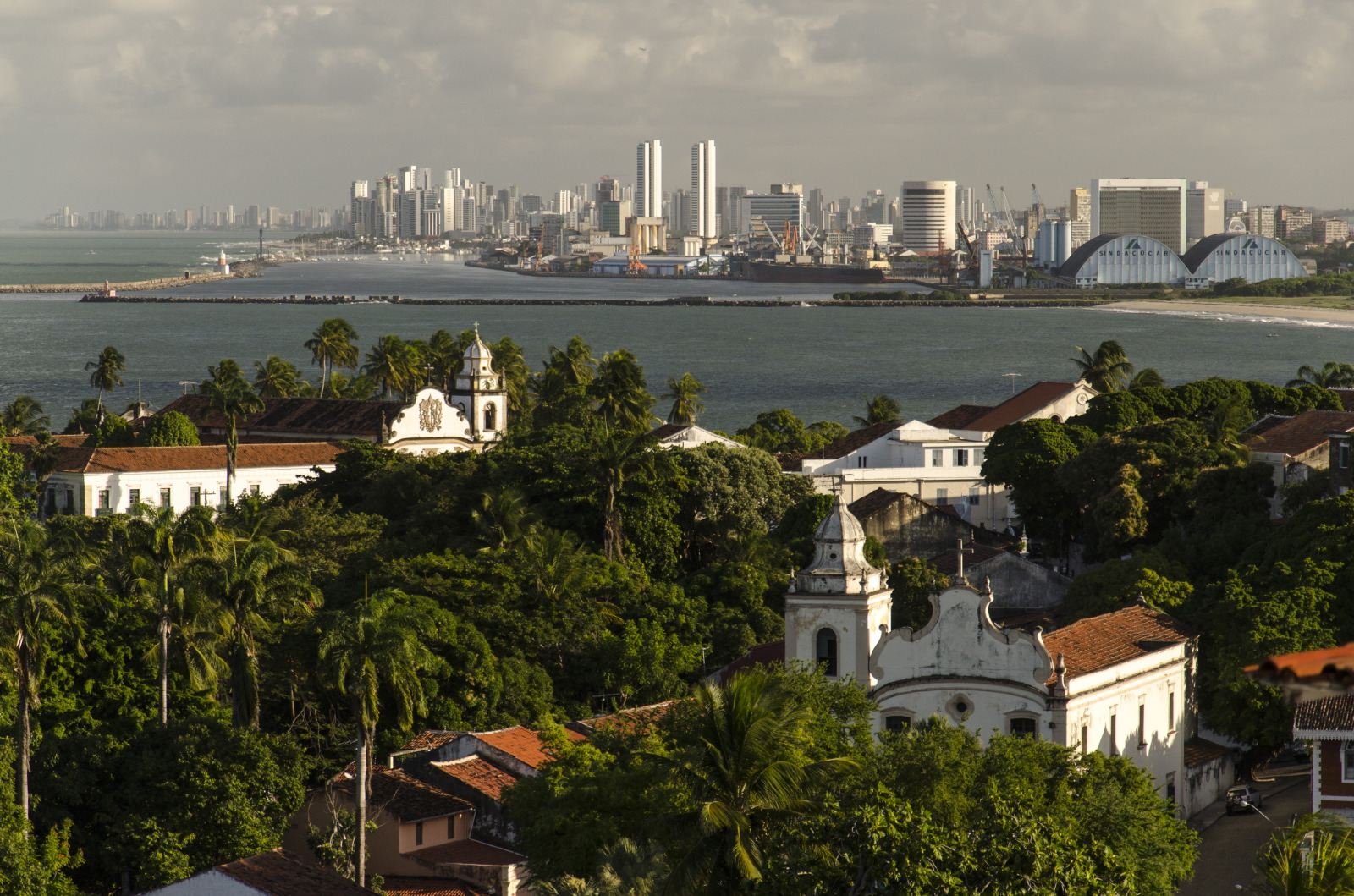
Olinda, em Pernambuco, foi eleita a primeira Capital Brasileira da Cultura.

A Capital Brasileira da Cultura é uma Organização Não-Governamental de Interesse Público (OSCIP), com sede na cidade de São Paulo, criada por iniciativa da Organização Capital Americana da Cultura, com o objetivo de instaurar e desenvolver anualmente no Brasil o Projeto Capital Brasileira da Cultura.

## Origens
A preocupação em preservar e valorizar a identidade cultural, motivou que fosse instituído em 1985 na Europa o conceito das capitais culturais. Desde então elege-se anualmente uma cidade com o título de Capital Européia da Cultura, com o objetivo de valorizar e promover a cultura européia naquele continente e no mundo. Lille (França) e Genova (Itália) foram as escolhidas para ser a capital européia da cultura em 2004. Para o ano de 2005 a eleita foi Cork (Irlanda).
Baseado nessa realidade foi criada em 1997 a Organização Capital Americana da Cultura – CAC, com o objetivo de instaurar no continente americano a iniciativa das capitais culturais; transformar-se num novo instrumento de integração americana; contribuir para que haja um maior conhecimento entre os povos das Américas, respeitando a sua diversidade nacional e regional, destacando ao mesmo tempo o seu patrimônio cultural comum; promover as cidades nomeadas, no continente americano e no resto do mundo; e estabelecer novas vias de cooperação com a Europa.
A CAC é uma iniciativa dirigida a todos os países membros da Organização dos Estados Americanos (OEA), da qual tem o reconhecimento oficial como entidade colaboradora. Conta ainda com o apoio institucional do Parlamento Latino-Americano, do Parlamento da Europa e da Rede Européia de Capitais Culturais. Por outro lado, a CAC tem o apoio técnico de Discovery Channel e Antena 3 TV Internacional, canais internacionais de televisão oficiais da Organização CAC.
Devido ao êxito obtido com as capitais européias da cultura e seguindo a tendência internacional de criação de capitais culturais como instrumento de promoção e difusão da cultura, outros países e regiões do mundo decidiram implantar esse conceito, limitado porém ao âmbito de um país ou de uma região. Portugal, Catalunha (Espanha), a região do Volga na Rússia elegem anualmente suas Capitais da Cultura.
A grande diversidade de culturas existente em alguns países do continente americano, que possuem grande extensão territorial, incentivou a Organização CAC a promover uma nova concepção de titularidade, a das capitais culturais nacionais.
Os brasileiros são, talvez, o povo mais miscigenado racialmente. A amálgama de raças existente no Brasil foi criada inicialmente a partir de uma base de nativos autóctones que começou a fundir-se com os colonizadores portugueses, franceses e holandeses e principalmente com a vinda de povos africanos, trazidos inicialmente como escravos para trabalhar na lavoura. Posteriormente a grande massa de imigração de povos europeus (italianos, espanhóis, alemães, poloneses, etc) e do oriente (japoneses, chineses, etc), contribuiu para aumentar essa imensa mistura de raças e culturas presente hoje em nosso país.
Portanto, no ano 2004 a Organização CAC implantou no Brasil o projeto da Capital Brasileira da Cultura – CBC que prevê eleger anualmente, a partir de 2006, uma cidade do território brasileiro como referente cultural do país.
Para esta finalidade, foi criada em janeiro de 2004 a Organização Capital Brasileira da Cultura (ONG CBC), com sede na cidade de São Paulo, de onde irá gerir todas as suas atividades.

## Edições

### CBC 2006
Entre as concorrentes para ser a 1ª Capital Brasileira da Cultura estavam Olinda, João Pessoa e Salvador. Mas título de Capital Brasileira da Cultura de 2006 foi para Olinda, eleita em 2005 e que exerceu seu "mandato" durante todo ano de 2006.

### CBC 2007
Foram cinco cadidatas para ser a 2ª Capital Brasileira da Cultura. Em 2006, São João del-Rei (Minas Gerais) venceu as concorrentes Mariana (Minas Gerais), Mossoró (Rio Grande do Norte), Santa Cruz Cabrália (Bahia) e Santa Maria (Rio Grande do Sul) e conquistou o título de Capital Brasileira da Cultura de 2007. Exerceu seu "mandato" durante todo ano de 2007.

### CBC 2008
Até 15 de junho de 2007, a ONG CBC recebeu inscrições de cidades candidatas ao título em 2008. Foram candidatas as cidades de Blumenau (Santa Catarina), Caxias do Sul (Rio Grande do Sul), Petrópolis (Rio de Janeiro) e Santa Cruz de Cabrália (Bahia). Caxias do Sul foi a escolhida e é a Capital Brasileira da Cultura 2008.
Além dos projetos apresentados, pesou para a escolha de Caxias do Sul a grande mobilização popular em torno da candidatura. Milhares de caxienses subscreveram um abaixo assinado de apoio à candidatura da cidade, que recebeu oficialmente o título no dia 3 de setembro de 2007, em solenidade nos Pavilhões da Festa da Uva. A cidade foi cenário de mais de 130 eventos culturais ao longo do dia, culminando com uma apresentação da Orquestra Municipal de Sopros de Caxias do Sul com a participação do músico e compositor Ivan Lins. Entre as atrações de destaque na programação cultural de Caxias do Sul para 2008 está a Festa Nacional da Uva, evento tradicional da cidade que acontece a cada 2 anos.

### CBC 2009
São Luís, Capital do Maranhão, foi eleita a Capital Brasileira da Cultura 2009 na 4ª edição do concurso, concorrendo com as candidaturas apresentadas por Areia (Paraíba), Mariana (Minas Gerais), Montenegro (Rio Grande do Sul) e Senador Pompeu (Ceará) . É a segunda cidade nordestina e a primeira Capital Estadual a sediar o evento.
Um documentário em vídeo (disponível no YouTube) mostrando o patrimônio e a herança cultural foi produzido para divulgar o título atribuído à cidade, com destaque para sua relação com o "Ano da França no Brasil", pois São Luís do Maranhão é a única capital brasileira fundada por franceses, guardando heranças disso na sua culinária e nos nomes de ruas e monumentos.